# Sjönöd
Sjönöd föreligger då sjöfarande hotas av allvarlig fara och är i behov av omedelbar assistans.
I första hand är det den som är ytterst ansvarig ombord, befälhavaren, som avgör om sjönöd föreligger och om nödläget ska bekantgöras genom nödsignalering. En räddningsledare vid en sjöräddningscentral kan dock förklara att det är ett nödläge utan befälhavarens samtycke.
Som alternativ till sjönöd kan en situation klassas som ovisshetsläge (exempelvis då ett fartyg inte ankommit i hamn på den tid som färdplanen angav) eller beredskapsläge (exempelvis då fartyget är manöverodugligt utan att det föreligger överhängande fara).

## Undsättning av sjöfarande i sjönöd
För att undsätta sjöfarande i sjönöd har sjöräddningen inrättats. Verksamheten regleras i 1979 års internationella IMO-SAR-konvention, International Convention on Maritime Search and Rescue.
Enligt den svenska Sjölagen (SFS 1994:1009) är en befälhavare som påträffar någon som är i sjönöd skyldig att lämna all den assistans som är nödvändig, så länge det kan ske utan allvarlig fara för eget fartyg eller besättning.

## Nödsignalering
Signalkombinationen NC betyder "jag är i nöd". Se nödsignal för andra nödsignaler.
|  | N |
|  | C |